# Nick Leavey
Nick Leavey (Reino Unido, 27 de agosto de 1986) es un atleta británico especializado en la prueba de 4x400 m, en la que consiguió ser subcampeón europeo en pista cubierta en 2011.

## Carrera deportiva
En el Campeonato Europeo de Atletismo en Pista Cubierta de 2011 ganó la medalla de plata en los relevos de 4x400 metros, con un tiempo de 3:04.46 segundos, tras Francia y por delante de Bélgica (bronce).